# Saint-Maurice-près-Pionsat
 Saint-Maurice-près-Pionsat  là một xã ở tỉnh Puy-de-Dôme trong vùng Auvergne-Rhône-Alpes, Pháp. Xã này có diện tích 30,88 km², dân số năm 384 người. Khu vực này có độ cao trung bình 620 mét trên mực nước biển.